# Fortune Teller
“Fortune Teller” er en sang som blev skrevet af Allen Toussaint under pseudonymet Naomi Neville, og den blev første gang indspillet af Benny Spellman til b-side på singlen "Lipstick Traces (On a Cigarette)".
Cover versioner blev lavet af blandt andre The Hollies, The Who (til deres kendte Live At Leeds), The Merseybeats, Tony Jackson. The Rolling Stones (til deres første live album Got Live if You Want It!). Derudover blev sangen også udgivet på opsamlingsalbummet More Hot Rocks.